# Myrcia bracteata
Myrcia bracteata är en myrtenväxtart som först beskrevs av Louis Claude Marie Richard, och fick sitt nu gällande namn av Dc.. Myrcia bracteata ingår i släktet Myrcia och familjen myrtenväxter. Inga underarter finns listade i Catalogue of Life.